# Wladimir Giesl von Gieslingen
Wladimir Rudolf Karl Freiherr Giesl von Gieslingen (18 de febrero de 1860 - 20 de abril de 1936) fue un general y diplomático austrohúngaro durante la I Guerra Mundial, famoso mayormente por entregar el ultimátum al gobierno serbio durante la Crisis de Julio de 1914.

## Biografía
Nacido en Fünfkirchen (ahora Pécs) el 18 de febrero de 1860 en una familia de oficiales como el hijo menor de Heinrich Karl Giesl von Gieslingen (1821-1906), un general austrohúngaro quien había tomado parte en las guerras de 1848-1849. Después de sus estudios en la Academia Militar Teresiana en 1879, fue comisionado como teniente. Tras su graduación de la Escuela de Guerra en 1884, fue promovido y agregado al Estado Mayor General. Subsiguientemente sirvió en varias unidades en Tarnau (ahora Tarnów), Brno, Sarajevo y Theresienstadt (ahora Terezín).
En 1893, fue seleccionado como militar adjunto a la Embajada austrohúngara en Constantinopla (ahora Estambul) y fue promovido a mayor al año siguiente. Tras la Guerra greco-turca de 1897, tomó parte en las actividades de mantenimiento de la paz en Creta. En 1898, fue adicionalmente seleccionado como adjunto militar en Atenas y Sofía y recibió el ascenso a coronel en 1900. En 1906, fue promovido a generalmajor y al año siguiente fue miembro de la delegación austrohúngara en la Segunda Conferencia de Paz de La Haya. En 1909, fue seleccionado como ministro diplomático en Cetiña y al año siguiente fue promovido a feldmarschallleutnant.
El 13 de noviembre de 1913, el Barón Giesl von Gieslingen fue elegido ministro diplomático austrohúngaro en Belgrado y jugaría un papel clave al año siguiente durante la Crisis de Julio. El 28 de junio de 1914, el heredero al trono austrohúngaro, el Archiduque Francisco Fernando, fue asesinado en Sarajevo. El 23 de julio, presentó el ultimátum austrohúngaro a las autoridades serbias con un límite de 48 horas. La instrucción del Ministro de Exteriores Conde von Berchtold era abandonar el país inmediatamente si el gobierno serbio no aceptaba todos los puntos del ultimátum. La respuesta fue proporcionada por el Primer Ministro serbio Nikola Pasic cinco minutos antes de que expirara el plazo el 25 de julio. Como el gobierno serbio no aceptó todos los puntos, el Barón Giesl von Gieslingen declaró rotas las relaciones diplomáticas y abandonó el país en un tren media hora después. El 28 de julio de 1914, Austria-Hungría formalmente declaró la guerra a Serbia y se inició la I Guerra Mundial. El papel del barón Giesl von Gieslingen durante la Crisis de Julio ha sido muy debatido por los historiadores a lo largo de los años y algunos han criticado su salida de Belgrado tan rápido. 
A su retorno en Viena, el Barón Giesl von Gieslingen fue elegido como oficial de enlace del Ministerio de Exteriores en el Cuartel general del Ejército y promovido a General de Caballería en agosto de 1914. Sin embargo, el Jefe del Estado Mayor General Conrad von Hötzendorf lo acusó de pasar secretos militares al Conde von Berchtold y deseó que fuera reemplazado. El barón Giesl von Gieslingen entonces pidió ser transferido al frente, lo que fue rechazado y se retiró en enero de 1915 del servicio activo.
En 1917, fue enviado en misión diplomática a Constantinopla donde llevó a cabo la preparación para la visita del emperador Carlos I de Austria a principios de 1918.
Su hermano mayor Arthur también fue un general quien comandó un cuerpo de ejército durante la Campaña Serbia a principios de otoño de 1914, pero que fue remplazado después de sufrir reveses.
En sus memorias, compiladas y publicadas por Eduard von Steinitz, arrojan luz interesante sobre las condiciones en los Balcanes antes de la guerra y añaden ciertos detalles concernientes a la ruptura diplomática final entre Austria-Hungría y Serbia en 1914. Recibió la Orden del Águila Blanca.
El barón Giesl von Gieslingen murió en Salzburgo el 20 de abril de 1936.